# 列當
列当（學名：Orobanche coerulescens），又名花蓯蓉、栗當，是列當科列當屬的一種草本寄生植物。

## 學名
列當的屬名Orobanche來自希臘文「erobos（意為苦野豌豆）及ancho（意為絞殺、窒息）」，種小名coerulescens則為「變天藍色的」之意。

## 形態
二年生草本植物，高15厘米至40厘米（可達50厘米），全株无叶绿素，黄褐色，披密毛；莖单一直立；披針形叶子互生，退化成鳞片状，長約2厘米；花序于茎上部成密穗状，10厘米至20厘米，苞片與葉極相似；花萼分為二部，開裂接近基部，每部份再二分，所有的裂片為披針形；夏季开花，花冠深藍色、藍紫色、淡紫色、黃色；花管緊縮狀，具有两唇，上唇具二瓣；花絲具長軟毛，花柱通常無毛，大約與花絲等長；柱頭二裂；蒴果卵状椭圆形，有多数種子，長約0.3毫米。染色體 2n = 38。

### 特性
常寄生於蒿屬（Artemisia）植物的根部。

## 分布
- 生長於海拔900米至4000米的山坡、草地。[2]
- 日本、韓國、俄羅斯、蒙古國、哈薩克、土庫曼斯坦、吉尔吉斯斯坦、尼泊爾、與歐洲等地區。[2]
- 中國的分布：甘肅、河北、黑龍江、湖北、吉林、遼寧、內蒙古、寧夏、青海、陝西、山東、山西、四川、新疆、西藏、雲南。[2]
- 開黃色至白色的品種 (有學者認為其學名為 f. korshinskyi(型)或 var. albiflora (白花變種))分布俄羅斯、蒙古國、歐洲等地，而中國則產於甘肅、河北、黑龍江、遼寧、內蒙古。[2]

## 利用
- 中藥列當為本種及形態類似的黃花列當的全草及根[3]。全草有補腎壯陽、強筋骨等效用；主治陽痿、遺精、腰酸腿軟、小兒腹瀉等[3]。

## 延伸阅读
[在维基数据编辑]
 《欽定古今圖書集成·博物彙編·草木典·列當部》，出自陈梦雷《古今圖書集成》
 《植物名實圖考·列當》，出自吳其濬《植物名實圖考》
- 高明乾等編輯。2006。植物古漢名圖考：「栗當」條，第270頁。河南鄭州：大象出版社。ISBN 7-5347-4246-3
- Zhang, Z.-y.(張志耘) & Tzvelev, N. N. 1998. OROBANCHACEAE. in: Flora of China 18: 234.
- 维基共享资源上的相關多媒體資源：Orobanche coerulescens

## 外部連結
- 列當, Liedang （页面存档备份，存于） 藥用植物圖像數據庫 (香港浸會大學中醫藥學院) （繁體中文）（英文）